# Border
Border (originalment en suec, Gräns) és una pel·lícula de fantasia de 2018 dirigida per Ali Abbasi amb un guió d'Abbasi, Isabella Eklöf i John Ajvide Lindqvist basada en el relat del mateix nom d'Ajvide Lindqvist contingut en la seva col·lecció Låt de gamla drömmarna dö. Va guanyar el premi Un certain regard al 71è Festival Internacional de Cinema de Canes i va ser seleccionada com la producció que va representar Suècia en la 91a edició dels Premis de l'Acadèmia en la categoria de millor pel·lícula de parla no anglesa. Tanmateix, va obtenir una nominació en la categoria de millor disseny de maquillatge en els mateixos premis. El 27 d'agost de 2022 es va estrenar el doblatge en català al canal La 2. També s'ha subtitulat al català.

## Sinopsi
Tina és una agent de duanes amb un extraordinari sentit de l'olfacte que li permet reconèixer la culpabilitat de les persones. També té una estranya aparença que la porta a pràcticament aïllar-se de la vida social. Per casualitat coneix a Vore, un subjecte molt semblant a ella. Tina sap que Vore oculta alguna cosa, però ni la seva tremenda capacitat li permet descobrir-ho.

## Repartiment
- Eva Melander és Tina.
- Eero Milonoff és Vore.
- Sten Ljunggren és el pare de Tina.
- Jörgen Thorsson és Roland.
- Viktor Åkerblom és Ulf.
- Rakel Wärmländer és Therese.
- Ann Petrén és Agneta.
- Kjell Wilhelmsen és Daniel.
- Matti Boustedt és Tomas.

## Estrena
Border fou projectada a Canes de 2018, on hi va guanyar el premi Un certain regard, Telluride, i al Festival Internacional de Cinema de Toronto. El director Ali Abbasi té passaport iranià, cosa que podria haver-li impedit viatjar als Estats Units a causa de la prohibició de viatjar, però se li va concedir una rara excepció per assistir al Festival de Telluride.

## Recepció
Border va recaptar $771.930 als Estats Units i el Canadà, i $1.4 milions a altres territoris, amb un total arreu del món de $2.2 milions, més $110,829 amb vendes de vídeo domèstic.
A Rotten Tomatoes, Border té una aprovació del 97%, basada en 115 ressenyes, amb un ràting mitjà de 7.9 sobre 10. Alissa Simon de Variety descriu el film com "una excitant i intel·ligent mescla de romanç, noir, realisme social i terror sobrenatural que desafia les convencions de gènere".

## Premis i nominacinos
| Premi                       | Data de cerimònia    | Categoria                        | Nominat(s)                                                    | Resultat  |
| --------------------------- | -------------------- | -------------------------------- | ------------------------------------------------------------- | --------- |
| Premis Oscar                | 24 de febrer de 2019 | Millor maquillatge               | Göran Lundström i Pamela Goldammer                            | Nominat   |
| Festival de Cinema de Canes | 8–19 de maig de 2018 | Premi Un Certain Regard          | Ali Abbasi                                                    | Guanyador |
| Premis Guldbagge            | 28 de gener de 2019  | Millor pel·lícula                | Nina Bisgaard, Piodor Gustafsson i Petra Jönsson (Productors) | Guanyador |
| Premis Guldbagge            | 28 de gener de 2019  | Millor director                  | Ali Abbasi                                                    | Nominat   |
| Premis Guldbagge            | 28 de gener de 2019  | Millor actriu                    | Eva Melander                                                  | Guanyador |
| Premis Guldbagge            | 28 de gener de 2019  | Millor actor secundari           | Eero Milonoff                                                 | Guanyador |
| Premis Guldbagge            | 28 de gener de 2019  | Millor guió                      | Ali Abbasi, Isabella Eklöf i John Ajvide Lindqvist            | Nominat   |
| Premis Guldbagge            | 28 de gener de 2019  | Millor muntatge                  | Olivia Neergaard-Holm i Anders Skov                           | Nominat   |
| Premis Guldbagge            | 28 de gener de 2019  | Millor edició de so              | Christian Holm                                                | Guanyador |
| Premis Guldbagge            | 28 de gener de 2019  | Millor maquillatge i perruqueria | Göran Lundström, Pamela Goldammer i Erica Spetzig             | Guanyador |
| Premis Guldbagge            | 28 de gener de 2019  | Millor efectes visuals           | Peter Hjorth                                                  | Guanyador |